# Yamada Riku
Riku Yamada (山田 陸 Yamada Riku, sinh ngày 15 tháng 4 năm 1998) là một cầu thủ bóng đá người Nhật Bản. Anh thi đấu cho Omiya Ardija.

## Sự nghiệp
Riku Yamada gia nhập câu lạc bộ tại J1 League Omiya Ardija năm 2017. Ngày 31 tháng 5 anh ra mắt ở J.League Cup (v Júbilo Iwata).